# Wjatscheslaw Trjassunow
Wjatscheslaw Konstantinowitsch Trjassunow (russisch Вячеслав Константинович Трясунов; * 24. Juni 1985 in Slawgorod, Russische SFSR, Sowjetunion) ist ein kasachisch-russischer Eishockeyspieler, der zuletzt bis 2022 beim SC Energija in der litauischen Eishockey-Liga unter Vertrag stand. Er wurde dreimal kasachischer Meister und spielte mit der kasachischen Nationalmannschaft bei der Weltmeisterschaft 2016.

## Karriere
Wjatscheslaw Trjassunow begann seine Karriere als Eishockeyspieler in der Jugend von Motor Barnaul, für dessen zweite Mannschaft er in der Saison 2001/02 sein Debüt in der russischen Perwaja Liga, der dritthöchsten Spielklasse des Landes, gab. Ab 2003 wurde er dann in der ersten Mannschaft des Klubs in der Wysschaja Liga eingesetzt. Nachdem er 2005 beim HK Kasachmys Karaganda aus Kasachstan wieder in der Perwaja Liga gespielt hatte, wechselte er noch während der laufenden Spielzeit zum Ligakonkurrenten HK Sokol Krasnojarsk. Anschließend folgten drei Jahre bei Metallurg Serow in der Wysschaja Liga. Als dieser 2009 den Spielbetrieb einstellte, wechselte Trjassunow endgültig nach Kasachstan und schloss sich dem HK Beibarys Atyrau an, mit dem er 2011 und 2012 kasachischer Meister wurde. 2010, als er mit dem Klub Vizemeister war, war er bester Vorlagengeber unter den Defensivspielern der Liga. Nach fünf Jahren in Atyrau wechselte er 2014 für ein zum HK Ertis Pawlodar, mit dem er erneut kasachischer Meister wurde. 2015 wurde er vom kasachischen KHL-Klub Barys Astana verpflichtet. Nachdem er 2017/18 erneut bei Beibarys Atyrau gespielt hatte, kam er über die Stationen HK Arlan Kökschetau, Kulager Petropawl und Zagłębie Sosnowiec 2021 zum SC Energija aus Elektrėnai, wo er 2022 seine Karriere beendete.

### International
Mit der kasachischen Studentenauswahl nahm Trjassunow an der Winter-Universiade 2013 im spanischen Granada teil und belegte mit seiner Mannschaft dort den zweiten Platz hinter Russland. Zwei Jahre später spielte er erstmals für die kasachischen Herren bei der Weltmeisterschaft der Division I, als ihm mit der Mannschaft der Aufstieg in die Top-Division gelang. Dort spielte er dann bei der Weltmeisterschaft 2016. Zudem vertrat er seine Farben bei der Olympiaqualifikation für die Winterspiele in Pyeongchang 2018.

## Erfolge und Auszeichnungen
- 2010 Kasachischer Meister mit dem HK Beibarys Atyrau
- 2011 Kasachischer Meister mit dem HK Beibarys Atyrau
- 2013 Silbermedaille bei der Winter-Universiade 2013
- 2015 Kasachischer Meister mit dem HK Ertis Pawlodar
- 2015 Aufstieg in die Top-Division bei der Weltmeisterschaft der Division I, Gruppe A